# Brunémont
Brunémont est une commune française, située dans le département du Nord en région Hauts-de-France.
La commune fait partie du canton d'Aniche, au sein de la communauté d'agglomération du Douaisis.

## Géographie

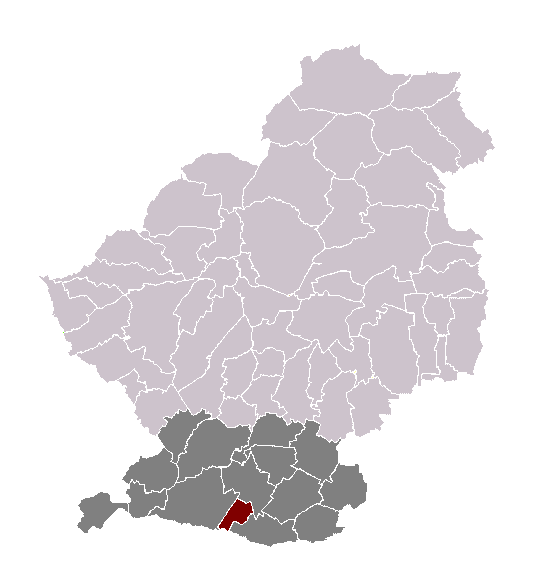
Brunémont dans l'ancien canton d'Arleux et dans l'arrondissement de Douai.

Brunémont est située dans la vallée de la Sensée (un affluent de l'Escaut) entre Douai à 15 km au nord et Cambrai à 15 km au sud.
La commune a une superficie de 2,01 km2.
|        |                | Bugnicourt     |
| Arleux | Brunémont      |                |
|        | Oisy-le-Verger | Aubigny-au-Bac |

### Hydrographie

#### Réseau hydrographique
La commune est située dans le bassin Artois-Picardie. Elle est drainée par la rivière Sensée et un autre petit cours d'eau,.
La Sensée, d'une longueur de 20 km, prend sa source dans la commune de Arleux et se jette  dans l'Escaut canalisée à Bouchain, après avoir traversé douze communes.

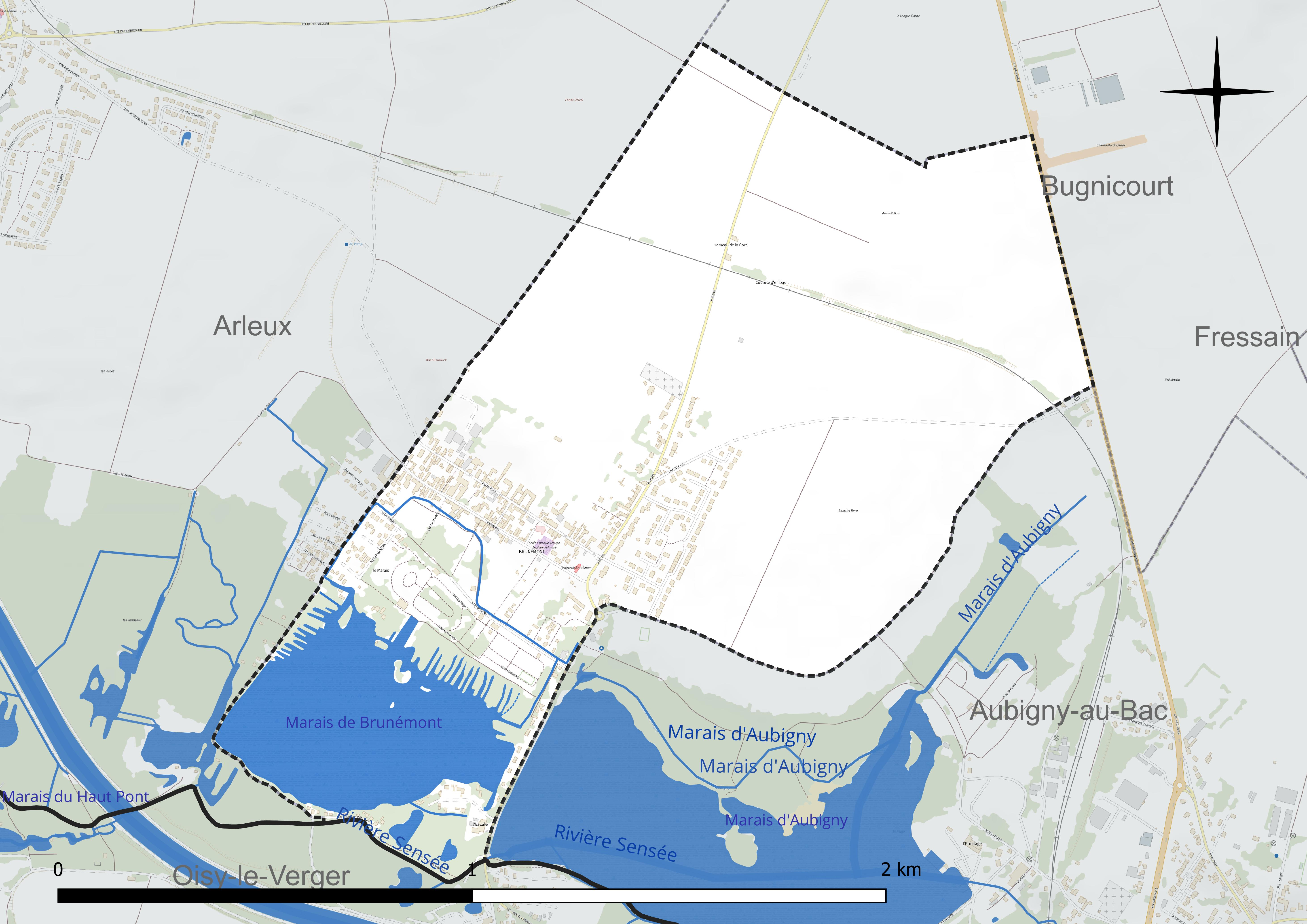
Réseau hydrographique de Brunémont.

Un plan d'eau complète le réseau hydrographique : le marais de Brunémont (22,6 ha),.

#### Gestion et qualité des eaux
Le territoire communal est couvert par le schéma d'aménagement et de gestion des eaux (SAGE) « Sensée ». Ce document de planification concerne un territoire de 857 km2 de superficie, délimité par le bassin versant de la Sensée. Le périmètre a été arrêté le 14 janvier 2023 et le SAGE proprement dit a été approuvé le 21 février 2020. La structure porteuse de l'élaboration et de la mise en œuvre est le syndicat mixte Escaut et Affluents (SyMEA).
La qualité des cours d'eau peut être consultée sur un site dédié géré par les agences de l'eau et l'Agence française pour la biodiversité.

### Climat
Pour des articles plus généraux, voir Climat des Hauts-de-France et Climat du Nord.
En 2010, le climat de la commune est de type climat océanique dégradé des plaines du Centre et du Nord, selon une étude du CNRS s'appuyant sur une série de données couvrant la période 1971-2000. En 2020, Météo-France publie une typologie des climats de la France métropolitaine dans laquelle la commune est exposée à un climat océanique et est dans la région climatique  Nord-est du bassin Parisien, caractérisée par un ensoleillement médiocre, une pluviométrie moyenne régulièrement répartie au cours de l'année et un hiver froid (3 °C).
Pour la période 1971-2000, la température annuelle moyenne est de 10,5 °C, avec une amplitude thermique annuelle de 14,8 °C. Le cumul annuel moyen de précipitations est de 701 mm, avec 12,1 jours de précipitations en janvier et 9,3 jours en juillet. Pour la période 1991-2020, la température moyenne annuelle observée sur la station météorologique la plus proche, située sur la commune de Douai à 12 km à vol d'oiseau, est de 11,0 °C et le cumul annuel moyen de précipitations est de 729,2 mm,. Pour l'avenir, les paramètres climatiques de la commune estimés pour 2050 selon différents scénarios d'émission de gaz à effet de serre sont consultables sur un site dédié publié par Météo-France en novembre 2022.

## Urbanisme

### Typologie
Au 1er janvier 2024, Brunémont est catégorisée bourg rural, selon la nouvelle grille communale de densité à sept niveaux définie par l'Insee en 2022.
Elle est située hors unité urbaine. Par ailleurs la commune fait partie de l'aire d'attraction de Douai, dont elle est une commune de la couronne,. Cette aire, qui regroupe 61 communes, est catégorisée dans les aires de 50 000 à moins de 200 000 habitants,.

### Occupation des sols
L'occupation des sols de la commune, telle qu'elle ressort de la base de données européenne d'occupation biophysique des sols Corine Land Cover (CLC), est marquée par l'importance des territoires agricoles (63,8 % en 2018), en diminution par rapport à 1990 (75,4 %). La répartition détaillée en 2018 est la suivante : 
terres arables (63,8 %), espaces verts artificialisés, non agricoles (12 %), zones urbanisées (11,7 %), eaux continentales (11,3 %), zones humides intérieures (1,2 %). L'évolution de l'occupation des sols de la commune et de ses infrastructures peut être observée sur les différentes représentations cartographiques du territoire : la carte de Cassini (XVIIIe siècle), la carte d'état-major (1820-1866) et les cartes ou photos aériennes de l'IGN pour la période actuelle (1950 à aujourd'hui).

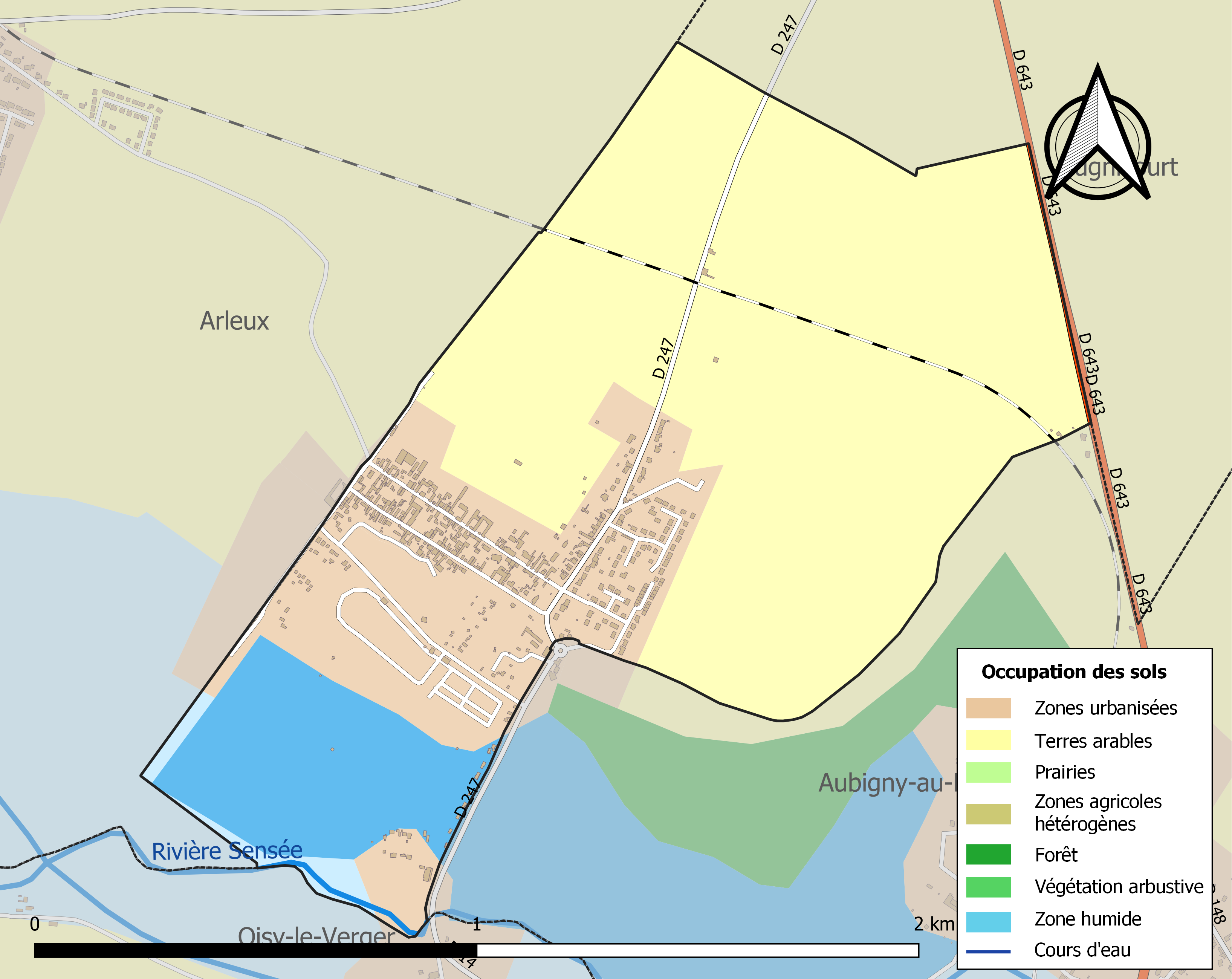
Carte des infrastructures et de l'occupation des sols de la commune en 2018 (CLC).

### Voies de communication et transports
La commune est desservie par les lignes 20 et 119 du réseau Évéole. La commune dispose également d'une gare ferroviaire desservie par des TER Hauts-de-France.

## Toponymie
Le nom de la commune viendrait du mont Brunet, sur lequel elle est bâtie. Dans des documents de plusieurs époques, on peut constater l'évolution de ce nom :
- en 1176, le nom du village apparait sous la forme de Brunaimont ;
- dans des documents du XVIe siècle, on trouve des traces de Brunémont-lez-Arleux et de Brunémont ;
- au XVIIIe siècle, dans une belle maison est fondée à Brunémont une goguette : l'Académie bocagère du Valmuse. Elle correspond avec les Rosati d'Arras. L'Académie et la belle maison n'existe plus. La toponymie de Brunémont conserve le souvenir des Valmusiens : le vallon de Valmuse a donné son nom au Groupe scolaire Valmuse[16] ;
- en 1750, la carte de Cassini indique le village de Brunelmont.

## Histoire

### Préhistoire
Brunémont semble avoir été occupé dès la préhistoire. De nombreux fermiers ont trouvé des traces de ce passé dans leurs champs, notamment des silex taillés.
La commune se trouve au cœur d'un secteur riche en mégalithe. Le plus proche est la "pierre qui pousse" d'Aubigny au Bac.

### Antiquité
De récentes découvertes archéologique attestent d'une occupation gallo-romaine au niveau de la route Brunémont - Bugnicourt.
En juillet 2004, des fouilles archéologiques ont permis de mettre au jour une villa gallo-romaine. Au-delà de restes de silos à grains et de four, 25 pièces de monnaie du VIe siècle à l'effigie de l'empereur Constantin.
En avril 2007, le site de l'ancien moulin a révélé une pièce de monnaie à l'effigie de Constantin II et une seconde à l'effigie de Magnence.

### Moyen Âge
Peu de trace de cette époque subsiste dans le bâti.
La première mention du village sous son toponyme date de 1176 (Brunaimont).
Le premier curé mentionné dans les archives est Jacques Burgensis en 1363.
Un château médiéval devait exister puisqu'il est fait trace en 1582 de la prise et de la destruction du château par les troupes du roi de France, venues de Cambrai.

### Renaissance
La documentation plus abondante permet de resituer Brunémont dans son époque.
L'église a pour collateur l'Abbaye Saint Vaast d'Arras.
La Seigneurie est détenue par la Famille Le Baron dont la commune adopte le blason.

Dépendante du Comté de Hainaut, longtemps située sur une zone frontalière entre les possessions des Ducs de Bourgogne dans les Pays-Bas Bourguignons puis possessions du Roi d'Espagne à partir de Charles Quint, la Seigneurie ne passera sous juridiction française que lors du Traité des Pyrénées en 1659. 

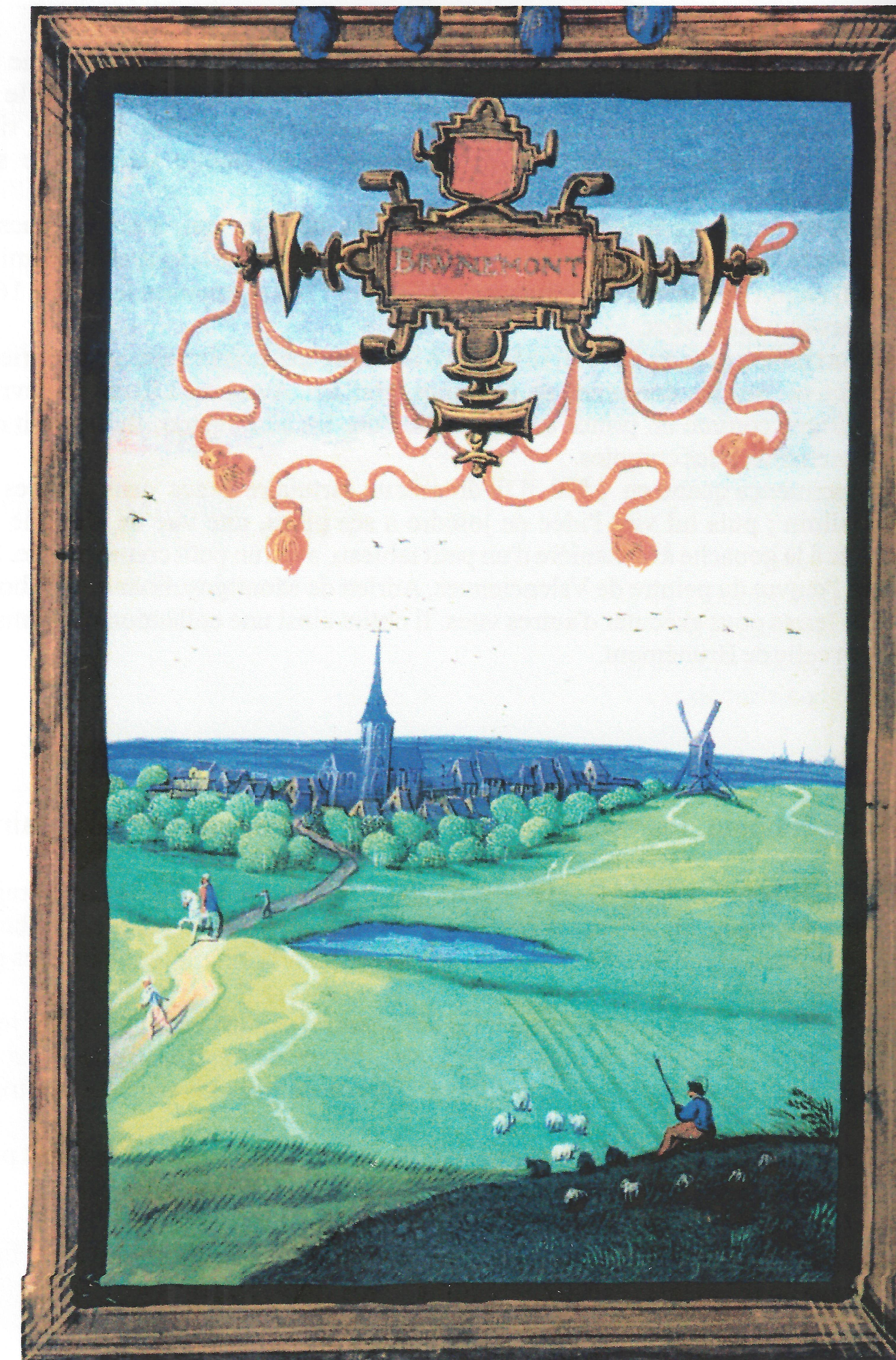
Brunémont, Châtellenie de Bouchain, Prévôté de Valenciennes, Comté du Hainaut

#### Album de Croÿ
En cette fin de XVIe siècle, le puissant duc Charles III de Croÿ fit établir une impressionnante collection de vues de villages peintes à la gouache et connues sous le nom d'Albums de Croÿ.
Au premier plan, un pâtre surveille son troupeau de moutons. Une mare semble exister entre Brunémont et Bugnicourt dont la route se trouve sur la gauche. Le mont Bourlivet semble coiffé d'un moulin en bois. Celui-ci ne figure plus sur les plans de 1812. Une chapelle marque encore cet emplacement de nos jours.
Les maisons du village se tassent autour de l'église. Celle-ci n'a rien à voir avec l'actuelle et semble disposer d'une tour attenante à la nef et coiffé d'ardoise. Le chœur est éclairé sur son flanc nord par deux lancettes, son chevet plat est percé de deux autres baies qui surmonte, au niveau du pignon, un oculus.

### Époque moderne
La famille Le Baron est la première connue au XVIe siècle. Une pierre tombale en rond de bosse dans l'église témoigne du passage par mariage de la seigneurie à la famille de Gognies.
Succèdera la famille Valincourt, puis au XVIIIe siècle, Jean Étienne de Valincourt, écuyer, seigneur de Brunémont, donne le château en dot à sa fille Marie-Françoise qui épouse le 23 février 1747 le comte Philippe Henri de Douglas; elle épousera en secondes noces Benjamin, marquis de Belloy.
Jean Étienne II de Valincourt ou de Valicourt, écuyer, est seigneur de La Chauvinière, de Brunémont, de Prémont (Prémont?). Il est le fils de Jean Étienne Ier, écuyer, seigneur de Ricametz, et de Marie Philippe Le Clercq. Né à Valenciennes le 9 mars 1684, Jean Étienne II épouse d'abord Marie Josèphe Wéry, puis par contrat du 11 mars 1722, Marie Thérèse de Fourmestraux de Saint-Denis, dame de La Lotterie, née en 1685 et morte à Valenciennes le 27 août 1749. Elle était fille de Pierre Alexis de Fourmestraux de Saint-Denis, bourgeois de Lille, qui a acheté la charge de prévôt du comte de Valenciennes, et se qualifie de conseiller du roi. Il a adopté le nom de Fourmestraux de Saint-Denis, du nom d'une propriété de sa femme située près de Courtrai, pour se distinguer de ses cousins de Fourmestraux, nombreux à Lille. La mère de Marie Thérèse de Fourmestraux de Saint-Denis est Gabrielle Wery.
En 1758, l'église est rebâtie selon un plan plus classique. En 1764, le clocher a été restauré. Une partie de son mobilier s'y trouve encore (voir ci-dessous) ainsi que des réemplois de pierre de l'ancien bâti. Restaurée après la fureur révolutionnaire en 1809, une partie de son mobilier est réputée venir de l'abbaye du Verger.

#### Académie Bocagère du Valmuse
En 1774, M. Casimir Joseph de Wavrechin, échevin de Douai, achète le château et l'ensemble des propriétés attenantes au Comte de Belloy pour la somme de 150 000 livres tournois. Le château menaçait ruine mais le parc était important. À ce titre, le village porte encore trace de ce dernier.
Le bâti est totalement remanié. Un logis tourné vers le parc prend la place de l'ancien château et une ferme imposante est construite en contrebas, vers le marais. Malgré cette position, son pigeonnier massif est visible de loin et marque le lieu.
Cette demeure de campagne est le refuge d'une société poétique anacréontique : L'Académie Bocagère du Valmuse.
La Révolution met fin à cette période. Le château et ses dépendances passent de main en main au cours du XIXe siècle. Le logis est peint en blanc à cette époque, l'usage viendrait à la suite des épidémies de choléra, récurrentes à cette époque.

### Époque contemporaine

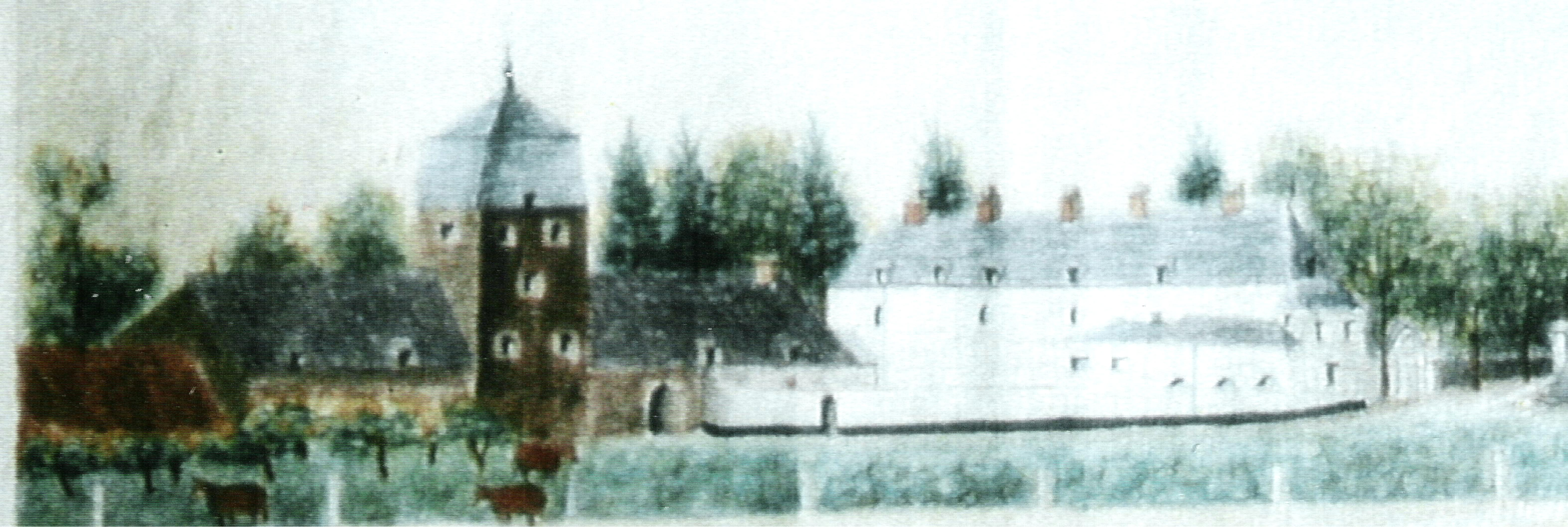
Château de Brunémont, seconde moitié du XIXe siècle.

Brunémont se développe entre marais et terres arables. L'extraction de la tourbe, le maraichage, la culture du lin, de l'ail et autres métiers du Val de Sensée sont les sources de revenus.

La ligne de chemin de fer Douai-Cambrai désenclave très tôt le village lors du Second Empire.

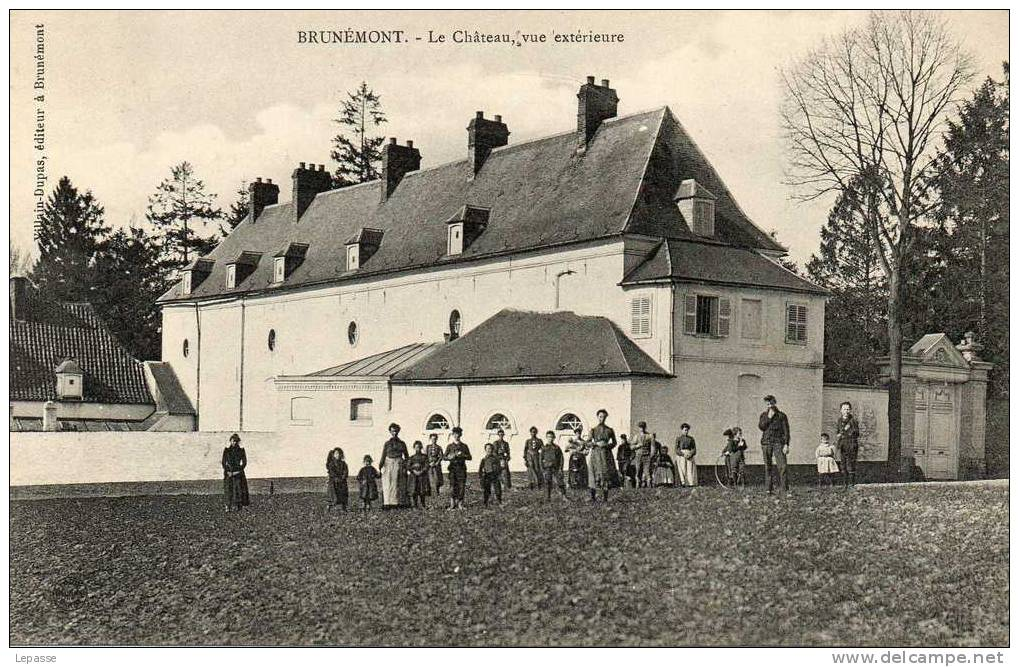
Façade Est du logis du château de Brunémont fin du XIXe siècle - début XXe siècle.

Le château et ses dépendances sont rachetés à de multiples reprises durant le XIXe siècle. Une vente effectuée en janvier 1839 le décrit de cette manière :
"[...] cette maison, qui est bâtie sur quatre hectares cinquante-deux ares vingt centiares (dix rasières) d'excellentes terres, entourée de belles murailles au midi et au levant, parfaitement plantées d'arbres à fruit, en plein rapport, et d'excellente qualité. [...] Le château, entièrement restauré à neuf, est parfaitement distribué ; les appartements sont tous planchéiés et boisés : les boiseries du salon, notamment, sont très-riches et très-bien sculptées.
Ce château a de grandes dépendances ; la basse-cour contient de vaste remises et un superbe pigeonnier ; la construction du bâtiment est très solide, avec une gresserie très-remarquable. Les jardins offrent des points de vue très agréables: ils sont divisés en jardin potager, jardin d'agrément, très beau verger et bois; il y a une belle pièce d'eau, alimentée par la Sensée.
Le bois est d'une étendue de quatre rasières environ et contient environ  deux mille pieds d'arbres, tels que frênes, bois-blancs et ormes d'une très belle venues et âgés environ 25 ans"
En 1905, la famille de Wavrechin, descendante des derniers propriétaires avant la révolution se porte acquéreur et s'y installe de nouveau.

#### La grande guerre

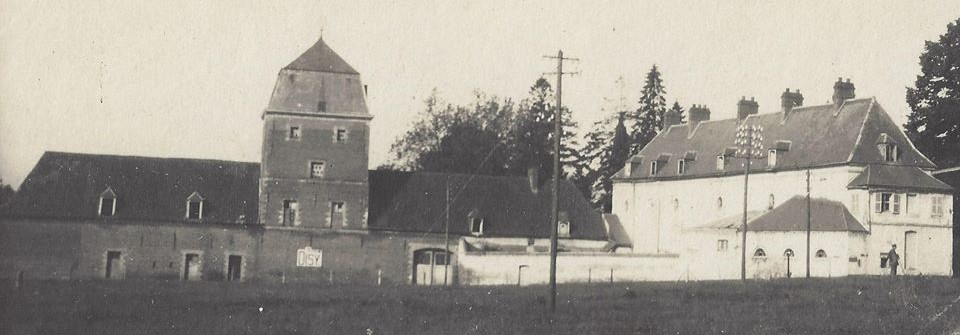
Le château et la ferme durant la Grande Guerre.

Le château est très tôt occupé par les Allemands. Une fois le front stabilisé, il sera, comme dans nombre de villages de l'arrière, un poste de commandement et une étape pour les troupes de passage.
Il faisait aussi office de poste de police et ceux qui bravaient le couvre-feu étaient quittes pour passer une nuit dans une geôle. Des traces d'électrification, de téléphonie, graffitis et maigres souvenirs attestent de cette occupation soutenue d'une bourgade sur les arrières du front.

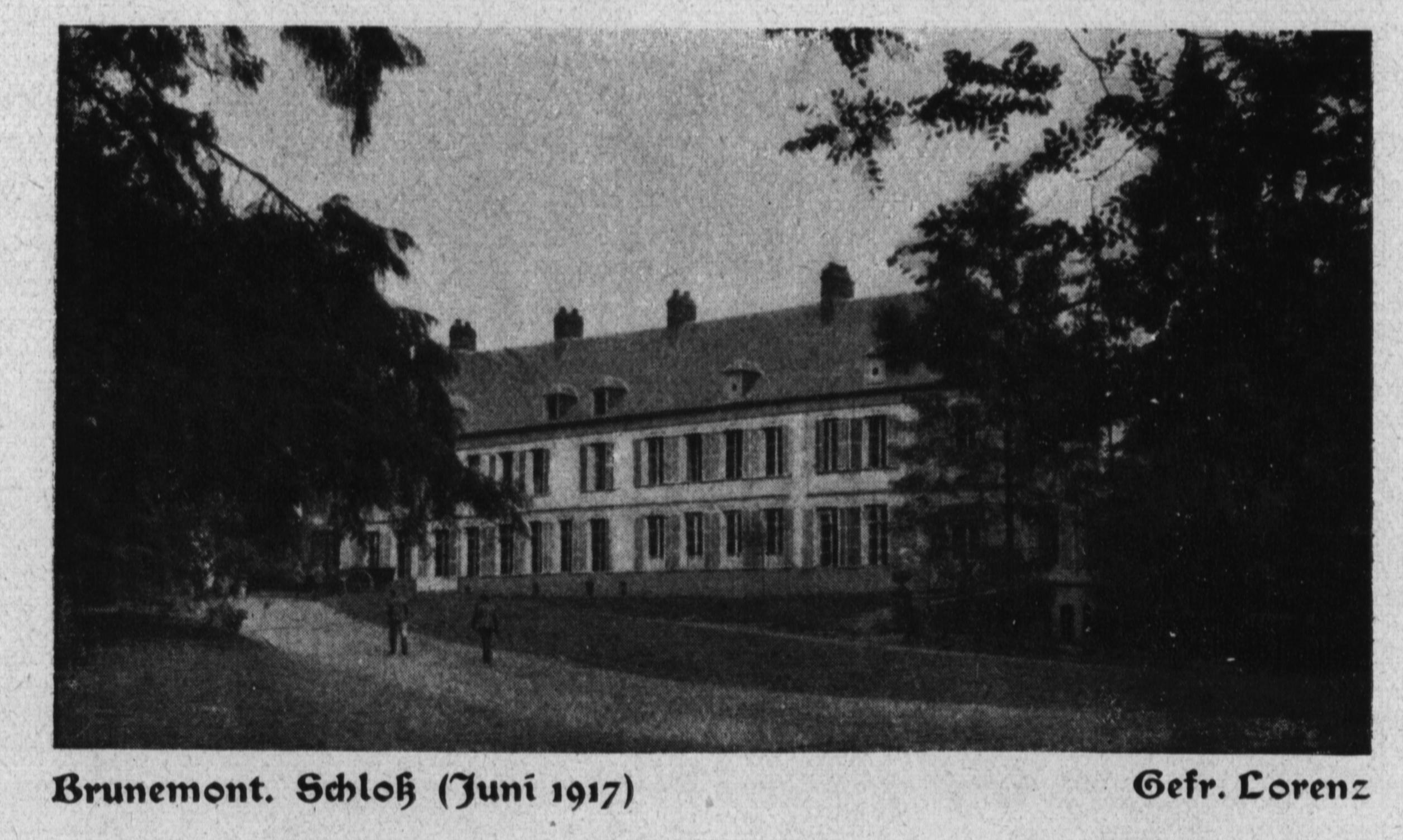
Troupes allemandes posant dans le parc du château

Le village fut évacué dès le 1er mai 1917. La population se regroupera sur Bléret et Roux-Miroir en Belgique.
L'auteur allemand Ernst Jünger séjourna au château avec son bataillon les 18, 19 et 20 mars 1918 alors qu'il montait au front lors de l'offensive de printemps.
Situé sur les arrières de la ligne Hindenburg, le village a souffert des combats de fin 1918 lors de sa libération par les troupes anglo-canadiennes. Les destructions de la guerre restent cependant limitées en comparaison des villages alentour. Sa situation dans un vallon à proximité d'un marais peut expliquer en partie cela.
Le château du XVIIIe siècle, fort abimé cependant, fut démantelé par la famille de Wavrechin en 1932 afin de restaurer le château de Bernicourt, à Roost-Warendin.

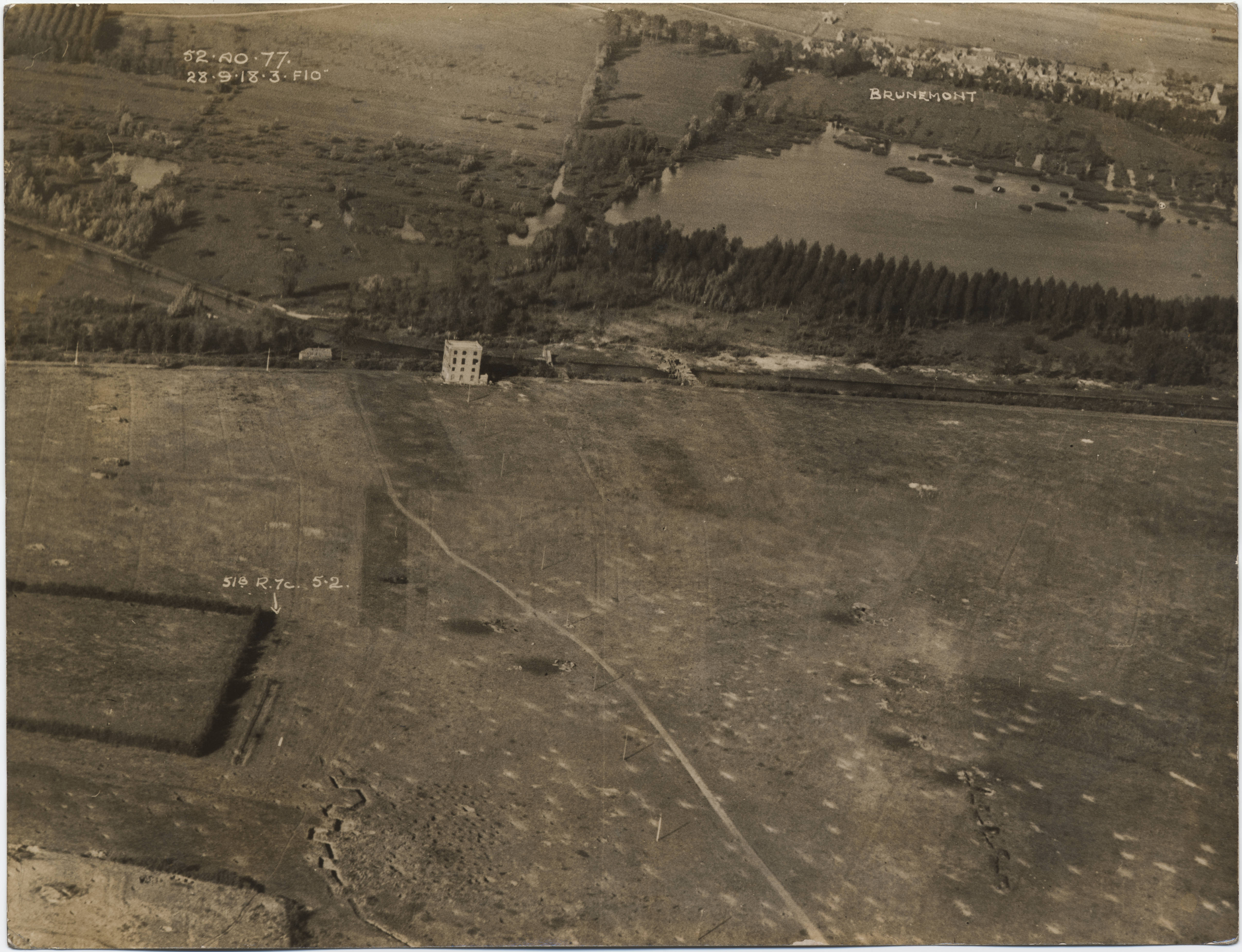
En fond de tableau, vue de Brunémont et de son marais le 28 septembre 1918.

Le village aura perdu 8 de ses fils :  
- Louis Marquez
- Jules Marchand
- Victor Colau
- Louis Lucas
- Paul Dessaint
- Roland de Wavrechin
- Gaston Rémy
- Albert Coplo

et verra un des siens revenir décoré de la Légion d'honneur pour fait d'armes à Vimy, Xavier Antorre.

## Héraldique
| Blason de Brunémont | Blason  | Fascé d'argent et d'azur de six pièces, la première fasce d'azur chargée de trois cœurs d'or. |
| Blason de Brunémont | Détails |                                                                                               |

## Politique et administration

### Tendances politiques et résultats
Lors du premier tour des élections municipales le 15 mars 2020, quinze sièges sont à pourvoir ; on dénombre 514 inscrits, dont 355 votants (69,07 %), 3 votes blancs (0,85 %) et 346 suffrages exprimés (97,45 %). Tous les sièges sont pourvus dès le premier tour, le maire sortant Gilles Poulain n'est pas réélu, il ne recueille que 153 voix,.

### Liste des maires
Maire de 1802 à 1807 : Deloffre,.
Maire en 1808 : Leurs.
Maire en 1881 : Duhem.
En juin 2009, Gilles Poulain est nommé chevalier des Palmes académiques
| Identité                                           | Période   | Période  | Durée            | Étiquette        |
| Identité                                           | Début     | Fin      | Durée            | Étiquette        |
| -------------------------------------------------- | --------- | -------- | ---------------- | ---------------- |
| Henri Duhen (d) (mort le 29 mai 1910)              | 1904      | 1910     | 6 ans            |                  |
| Georges Moreau (d) (années 1880 - 18 octobre 1919) | 1911      | 1919     | 8 ans            |                  |
| Gilles Poulain (d), (né le 10 décembre 1943)       | mars 2001 | mai 2020 | 19 ans et 2 mois | Parti socialiste |
| Alain Dupont (d)                                   | mai 2020  | En cours | 5 ans et 3 mois  |                  |
| Alfred Verriez (d) (1886 - 1956)                   |           |          |                  |                  |

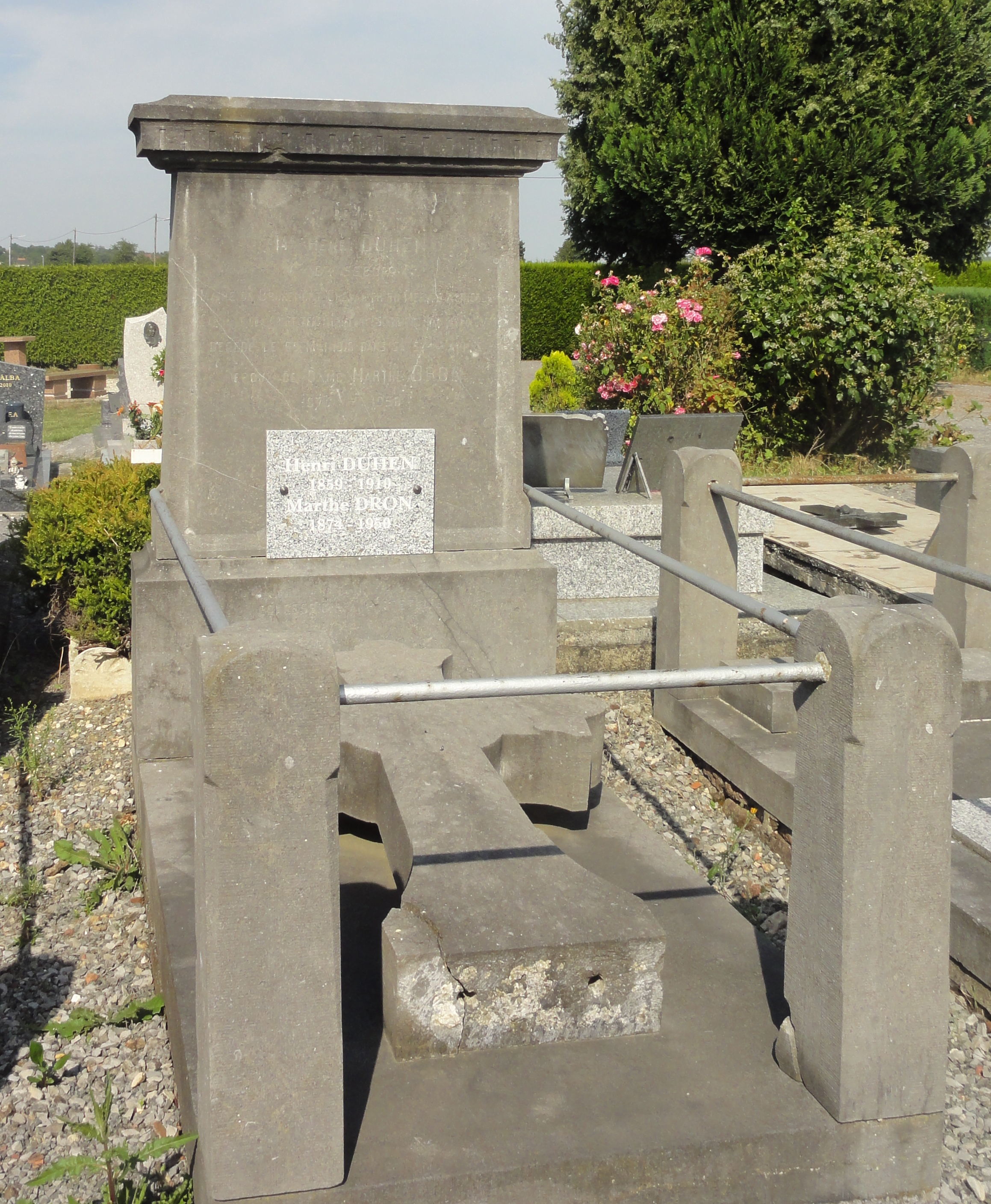
Tombe d'Henri Duhen.
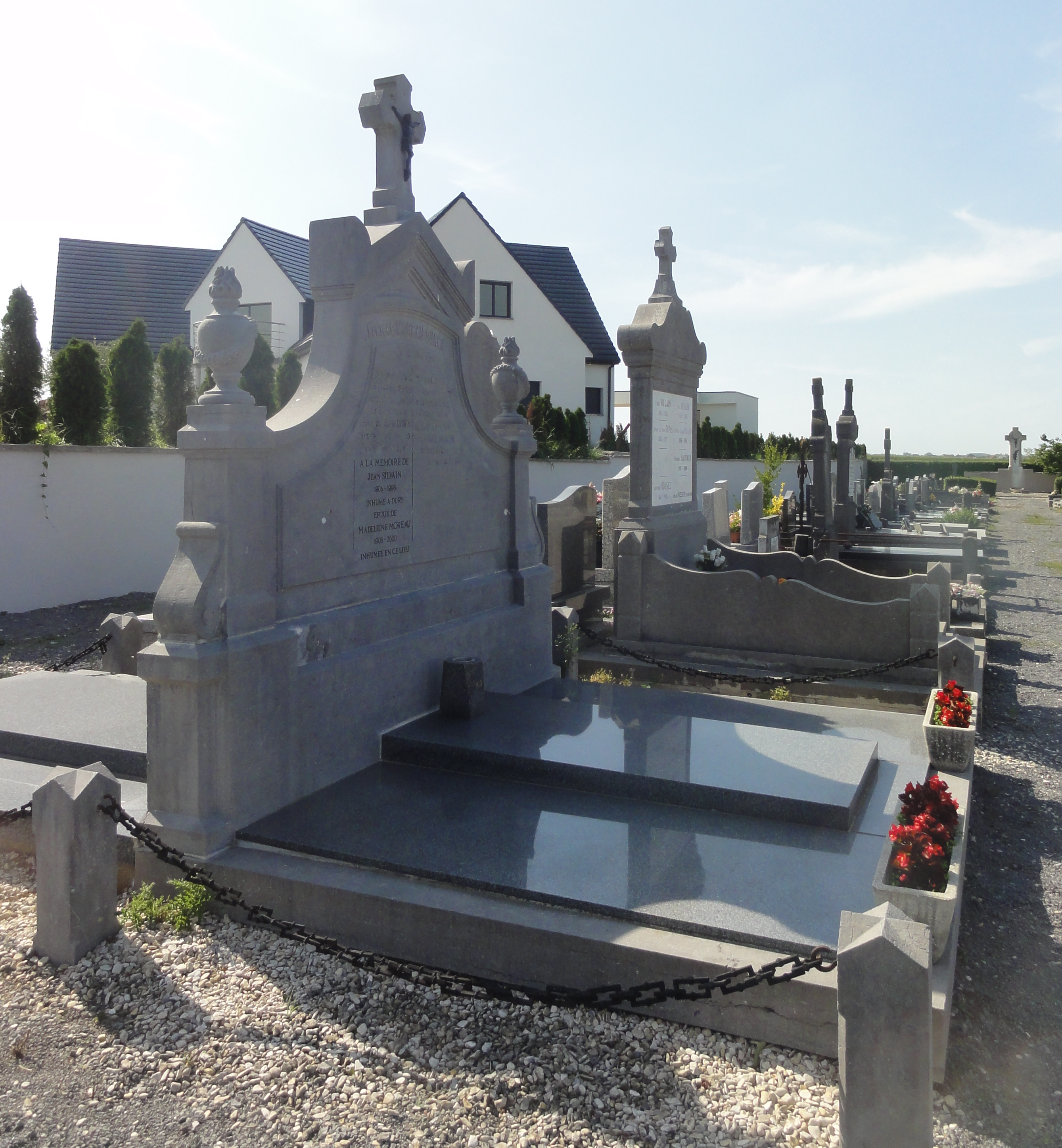
Tombe de Georges Moreau.
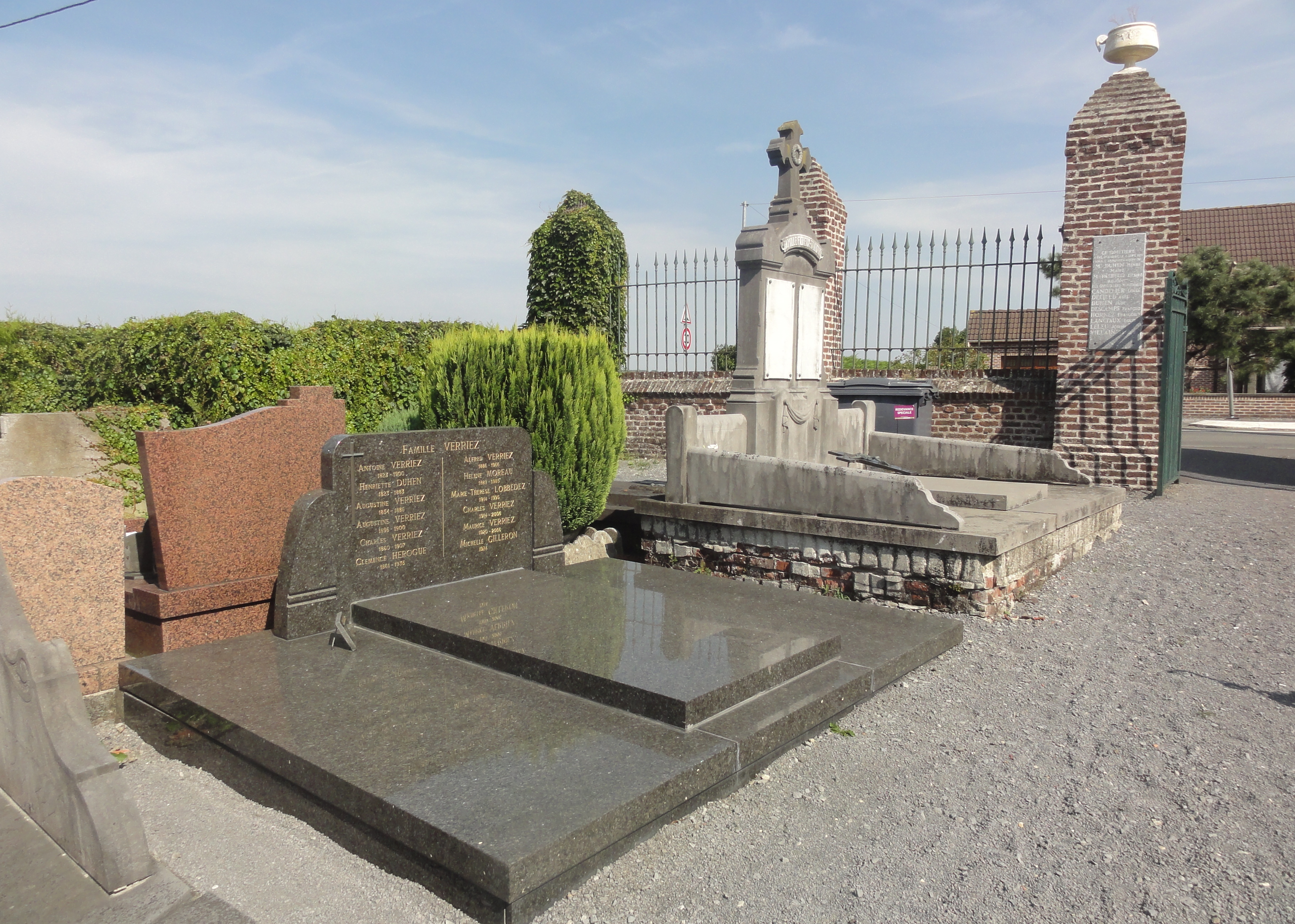
Tombe d'Alfred Verriez.

## Population et société

### Démographie

#### Évolution démographique
L'évolution du nombre d'habitants est connue à travers les recensements de la population effectués dans la commune depuis 1793. Pour les communes de moins de 10 000 habitants, une enquête de recensement portant sur toute la population est réalisée tous les cinq ans, les populations de référence des années intermédiaires étant quant à elles estimées par interpolation ou extrapolation. Pour la commune, le premier recensement exhaustif entrant dans le cadre du nouveau dispositif a été réalisé en 2006.
En 2022, la commune comptait 711 habitants, en évolution de −0,14 % par rapport à 2016 (Nord : +0,51 %, France hors Mayotte : +2,11 %).
| 1793 | 1800 | 1806 | 1821 | 1831 | 1836 | 1841 | 1846 | 1851 |
| ---- | ---- | ---- | ---- | ---- | ---- | ---- | ---- | ---- |
| 329  | 385  | 429  | 517  | 585  | 573  | 598  | 584  | 561  |

| 1856 | 1861 | 1866 | 1872 | 1876 | 1881 | 1886 | 1891 | 1896 |
| ---- | ---- | ---- | ---- | ---- | ---- | ---- | ---- | ---- |
| 555  | 535  | 510  | 541  | 477  | 464  | 443  | 422  | 405  |

| 1901 | 1906 | 1911 | 1921 | 1926 | 1931 | 1936 | 1946 | 1954 |
| ---- | ---- | ---- | ---- | ---- | ---- | ---- | ---- | ---- |
| 413  | 414  | 420  | 379  | 384  | 389  | 385  | 372  | 364  |

| 1962 | 1968 | 1975 | 1982 | 1990 | 1999 | 2006 | 2011 | 2016 |
| ---- | ---- | ---- | ---- | ---- | ---- | ---- | ---- | ---- |
| 328  | 372  | 390  | 355  | 376  | 408  | 531  | 677  | 712  |

| 2021 | 2022 | - | - | - | - | - | - | - |
| ---- | ---- | - | - | - | - | - | - | - |
| 710  | 711  | - | - | - | - | - | - | - |

#### Pyramide des âges
La population de la commune est relativement jeune.
En 2018, le taux de personnes d'un âge inférieur à 30 ans s'élève à 38,6 %, soit en dessous de la moyenne départementale (39,5 %). À l'inverse, le taux de personnes d'âge supérieur à 60 ans est de 17,9 % la même année, alors qu'il est de 22,5 % au niveau départemental.
En 2018, la commune comptait 360 hommes pour 352 femmes, soit un taux de 50,56 % d'hommes, largement supérieur au taux départemental (48,23 %).
Les pyramides des âges de la commune et du département s'établissent comme suit.
| Hommes | Classe d’âge | Femmes |
| ------ | ------------ | ------ |
| 0,0    | 90 ou +      | 1,1    |
| 3,9    | 75-89 ans    | 6,6    |
| 12,6   | 60-74 ans    | 11,7   |
| 17,5   | 45-59 ans    | 17,4   |
| 25,6   | 30-44 ans    | 26,4   |
| 13,9   | 15-29 ans    | 15,6   |
| 26,6   | 0-14 ans     | 21,2   |

| Hommes | Classe d’âge | Femmes |
| ------ | ------------ | ------ |
| 0,5    | 90 ou +      | 1,4    |
| 5,3    | 75-89 ans    | 8,1    |
| 14,8   | 60-74 ans    | 16,2   |
| 19,1   | 45-59 ans    | 18,4   |
| 19,5   | 30-44 ans    | 18,7   |
| 20,7   | 15-29 ans    | 19,1   |
| 20,2   | 0-14 ans     | 18     |

## Lieux et monuments
- Reste du château de Brunémont, notamment le portail et la ferme.

### Église Notre-Dame-de-l'Assomption, de 1758

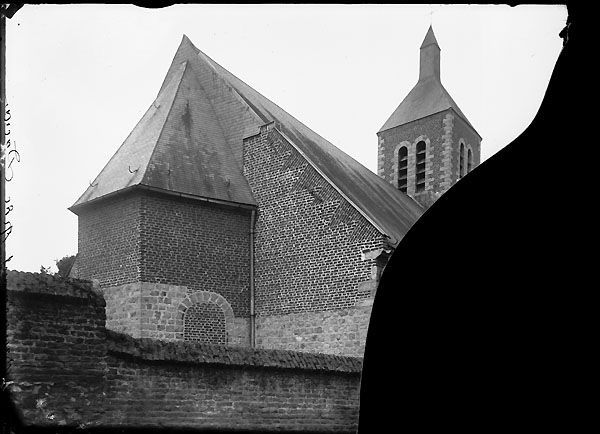
Vue prise de la rue d'en haut, face au chevet de l'église avant la Grande Guerre

#### Histoire
Première mention du Curé de paroisse en 1363.
Construction de l'église actuelle entre 1758 et 1764. Restaurée en 1809, puis entre 1894 et 1897.
Le clocher fut remanié après la Grande Guerre et une horloge fut installée en 1934.
Le cimetière entourait l'église depuis le Moyen Âge. Un nouveau cimetière fut installé rue neuve en 1909 grâce à la générosité d'habitants de la commune. L'usage voulut que l'on cessa d'inhumer dans le vieux cimetière et il fut définitivement transporté dans le nouveau en 1937.

La décoration de l'église fut remaniée dans les années 1970, après le Concile Vatican II.

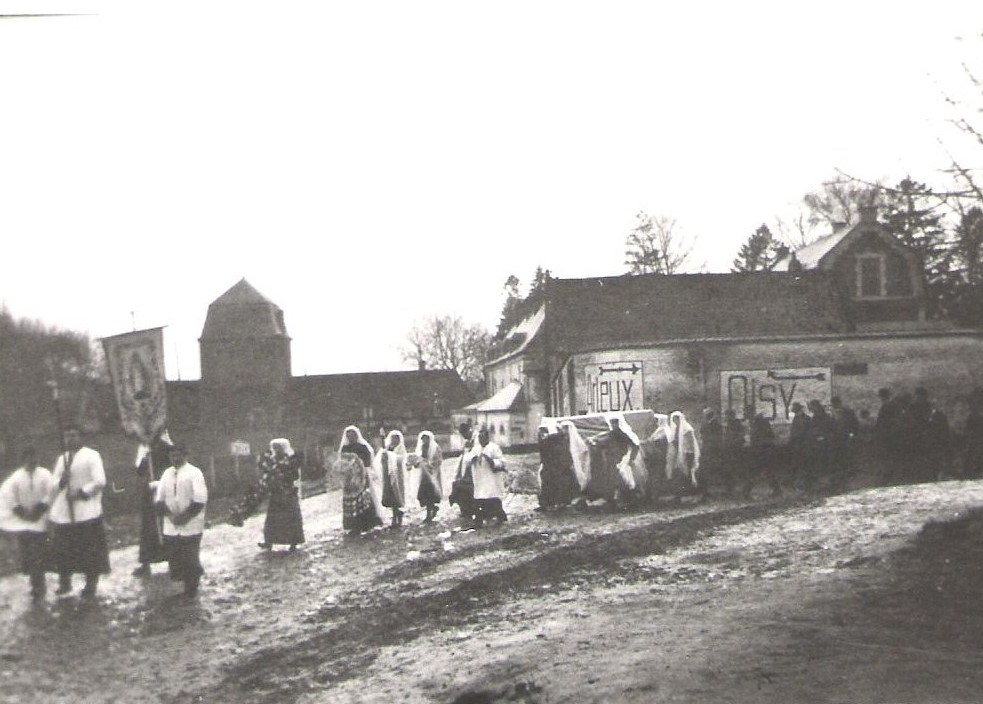
Procession.

Une procession avait lieu chaque année au 15 août.

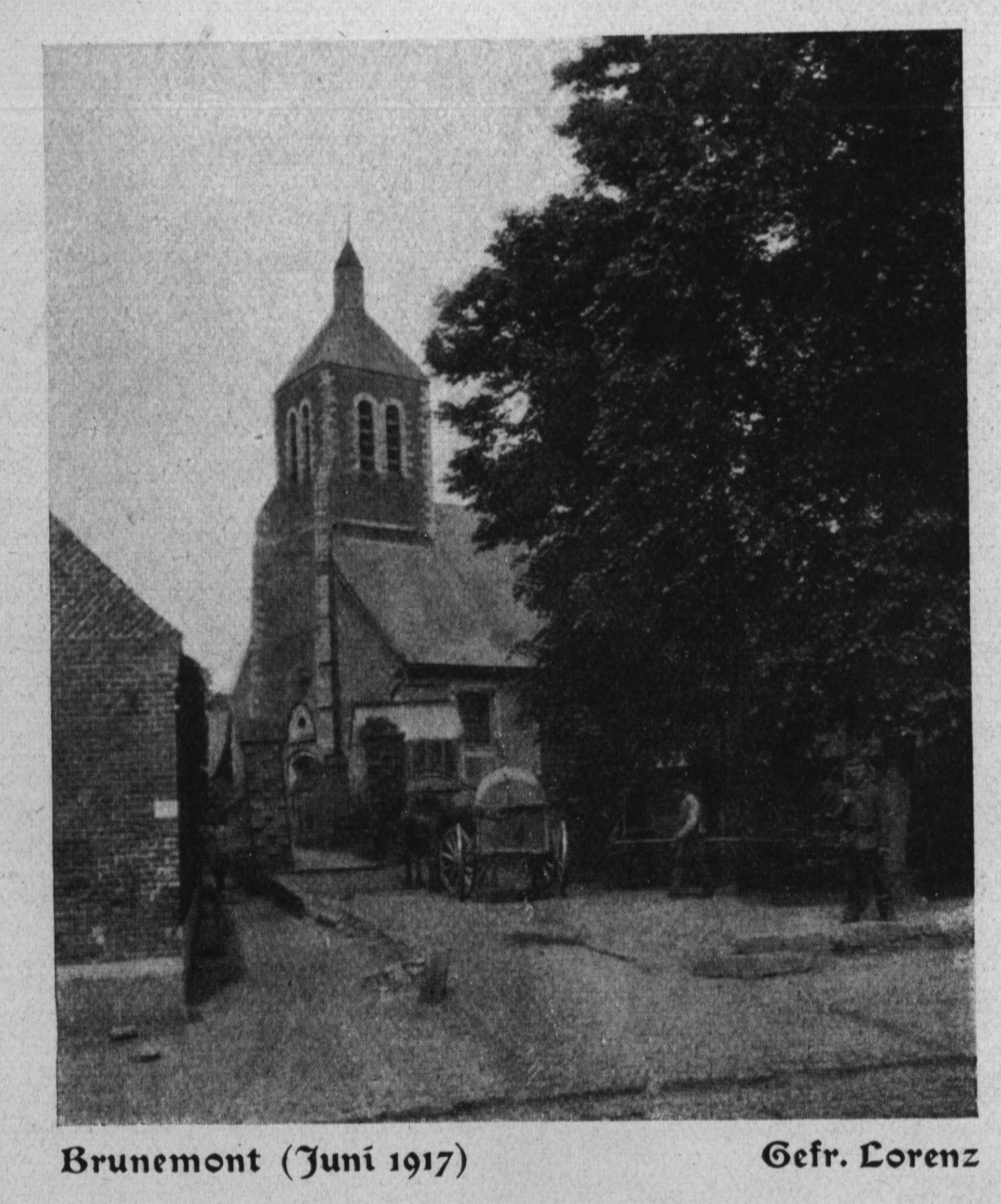
Vue de la place de l'église en juin 1917 (carte allemande).

#### Mobilier remarquable
- on y trouve à l'intérieur :

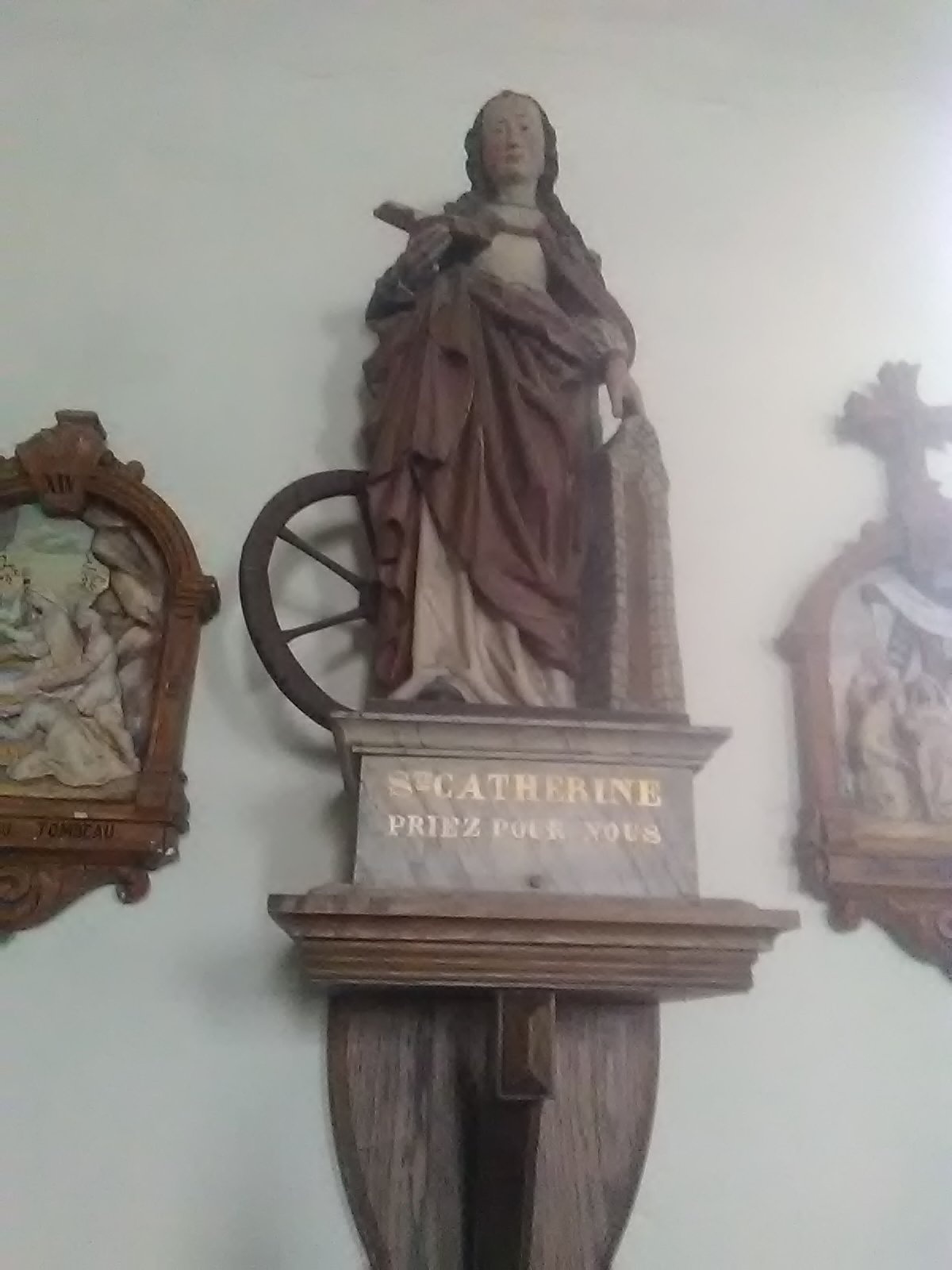
Statue de Ste Barbe

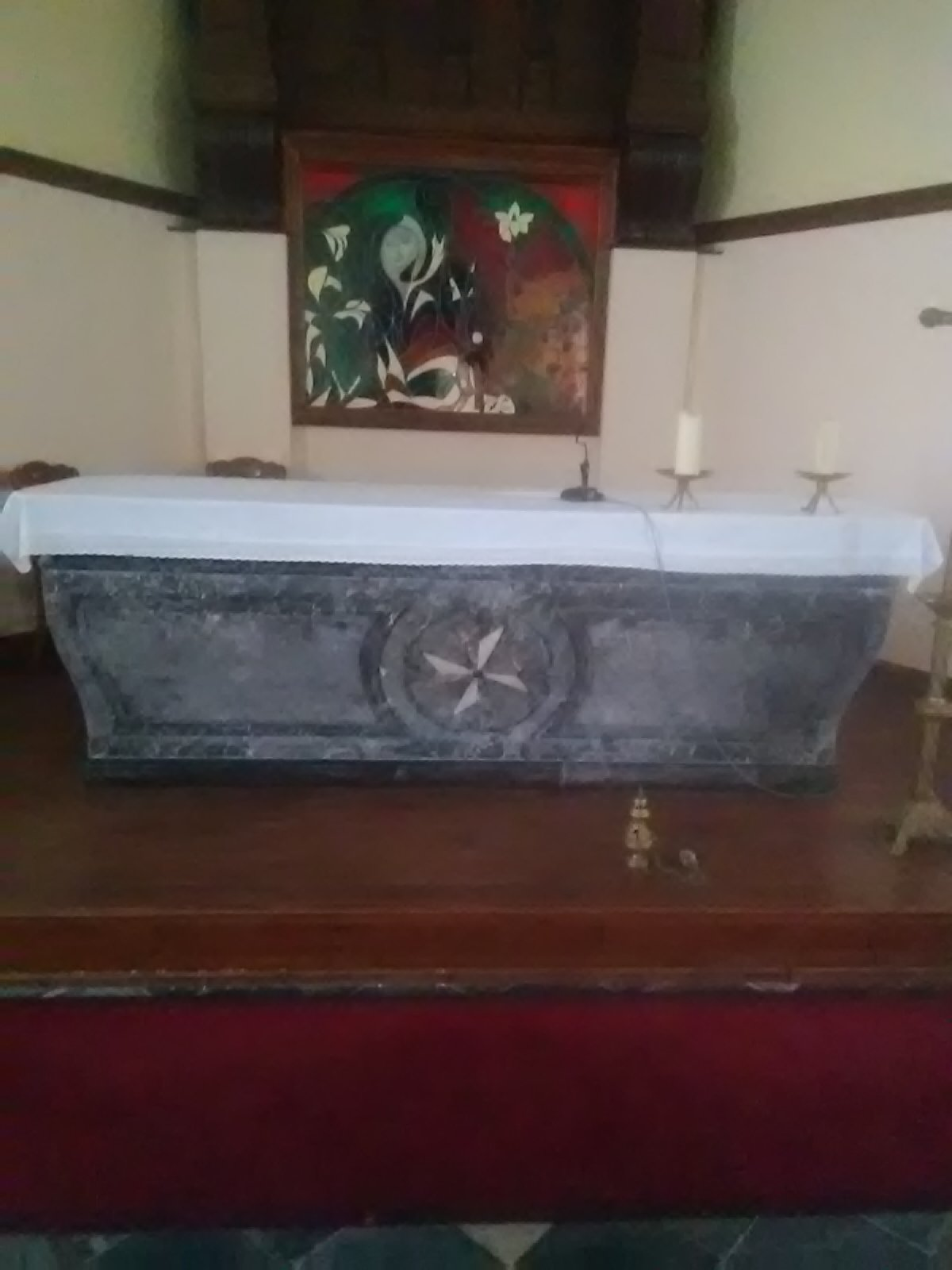
Maitre Autel avec croix de malte en son centre; Il est réputé provenir de l'Abbaye du Verger.

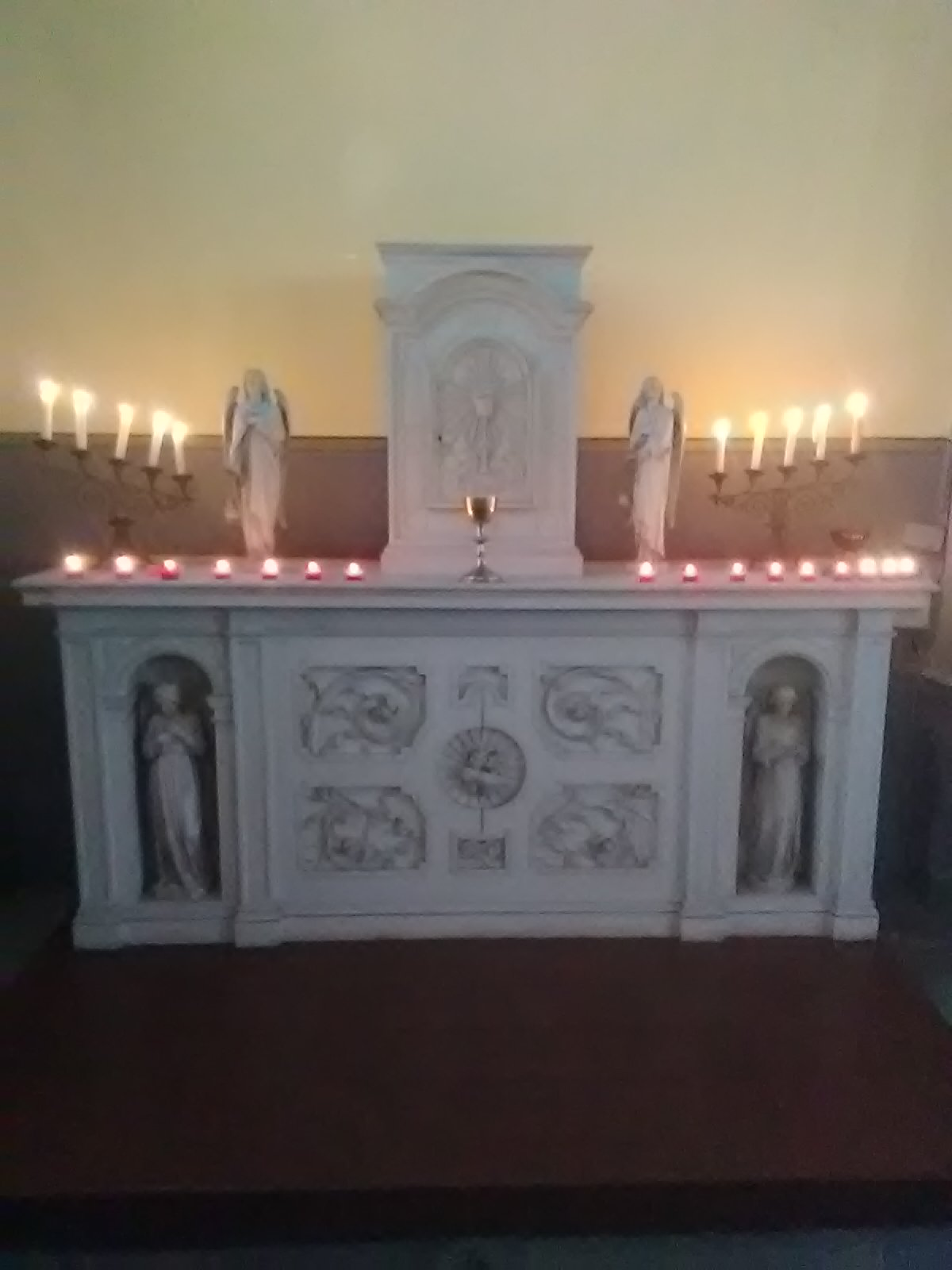
Autel du Sacré Cœur et ces 2 anges

- Sculpture de colombe en bois datant environ du XVIIIe siècle
- Sculpture de St Nicolas en bois polychrome datant du XVIIIe siècle (Inscrit au monument historique)
- Sculpture de Ste Barbe en bois polychrome datant du XVIe siècle (la Ste Barbe fut transformée en Ste Catherine d'Alexandrie par adjonction d'une roue) (Classé au monument historique)
- Sculpture de la vierge à l'enfant en bois polychrome datant du XIXe siècle (Inscrit au monument historique)
- Pierre Tombale d'Adrien De Gongnies datant du XVIIe siècle

Inscription sur la tombe " CY GIST MESSIRE ADRIEN DE GONGNIES SR DV FAYT LESCAILLE SOTTE [ ]QVI TREPASSA LE 28 SBRE 1623 ET DAME MARGVERITE LE BARON DAME DE BRVNEMONT DECEDEE LE ................ DV MOIS DE ..........L AN 16............PRIEZ DIEV POVR LEVRS AMES

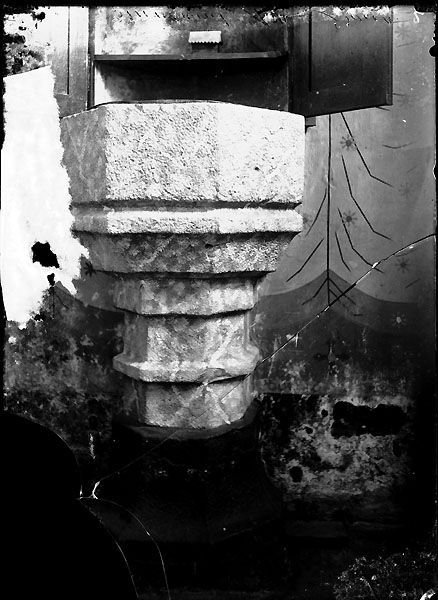
Fonts baptismaux de Brunémont datant du XVIe siècle

- Fonts baptismaux de Brunémont datant du XVIe siècleFonts baptismaux en grès datant environ du XVIe siècle (Inscrit au monument historique)

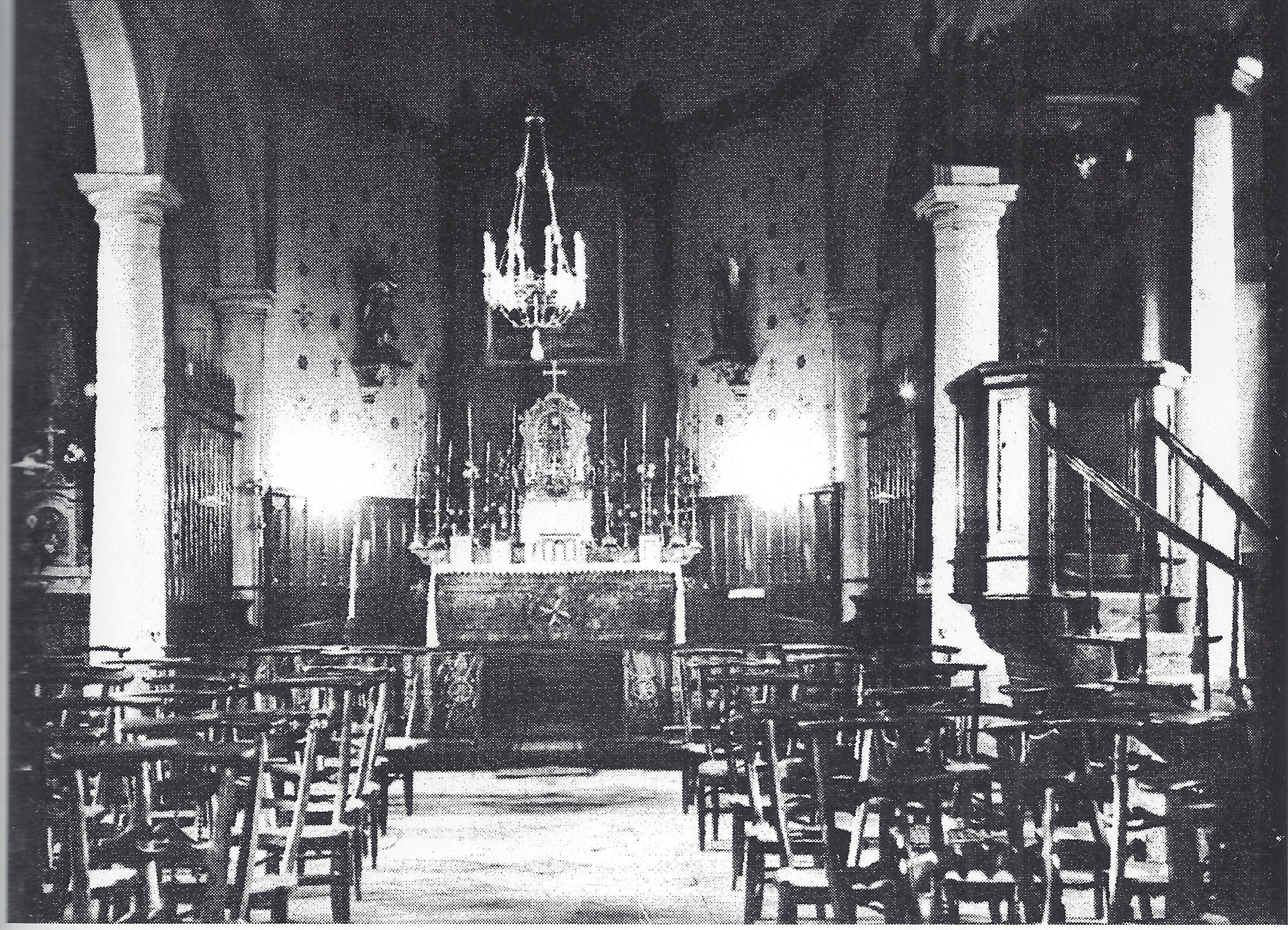
Intérieur de l'église au début du XXe siècle.

- Intérieur de l'église au début du XXe siècle.Colonne en grès datant de 1559: deux colonnes intéressantes pour leurs chapiteaux à crochets en forme de colimaçons qui évoluent en COQUILLE SAINT JACQUES sur un côté. Chacune porte des armoiries
- Ciboire en argent dore datant du XIXe siècle
- Ostensoir en bronze argenté et argent doré datant du XIXe siècle (don de Napoléon III à la paroisse de Brunémont)
- Retable du maitre autel, en bois, peinture sur toile du XVIIIe siècle (inscrit au monument historique)

REMARQUE: Semble être une copie de la déposition de Croix de Jean-Baptiste Regnault.
- Maitre Autel en marbre gris datant du XVIIIe siècle (Inscrit au monument historique)
- Autel du Sacré Cœur en bois peint. Autel décoré de deux statues d'ange (Classé au monument historique)
- La gare de Brunémont.
- Le monument aux morts.
- La chapelle Notre-Dame-de-Liesse.

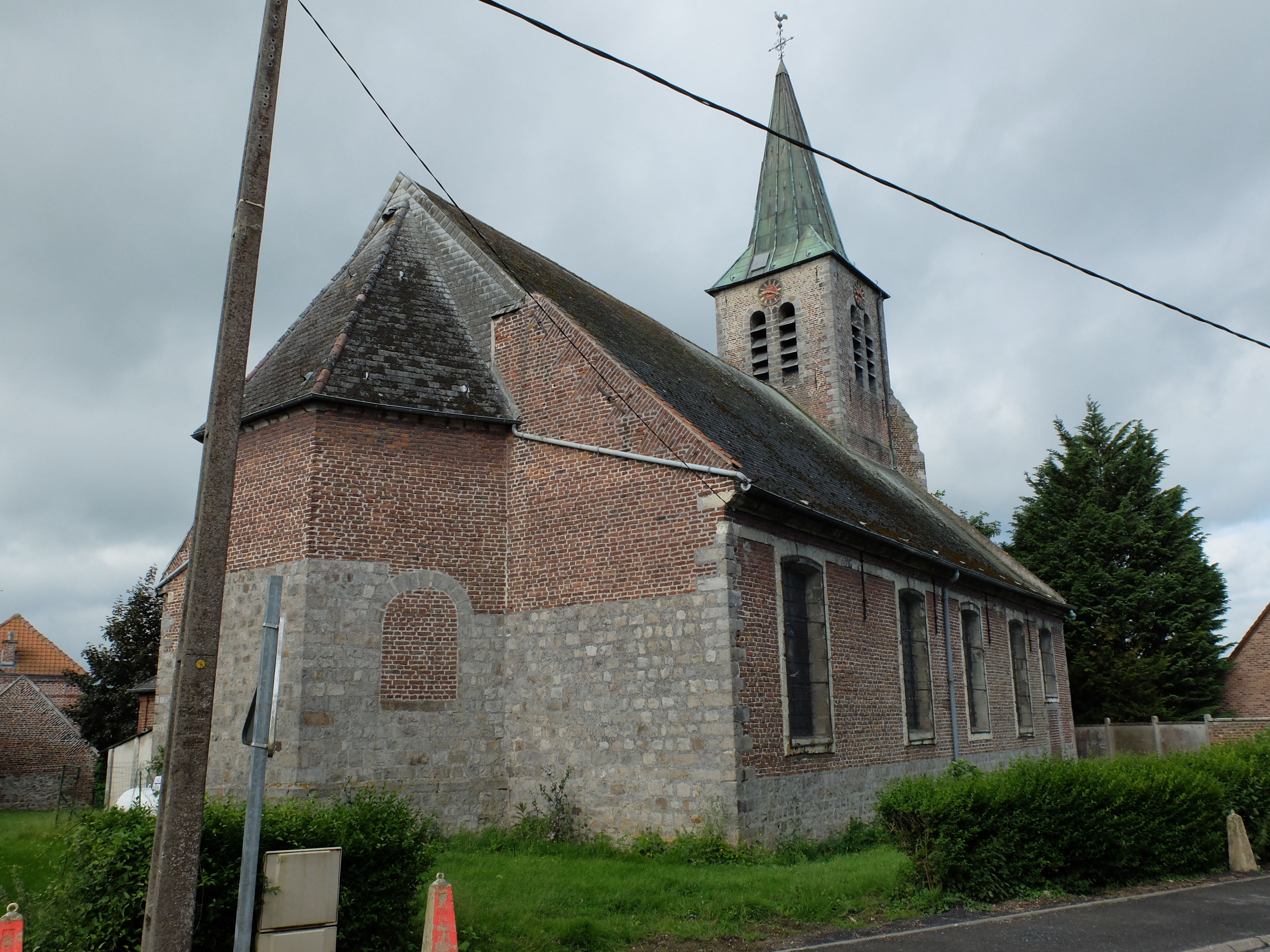
L'église Notre-Dame-de-l'Assomption.
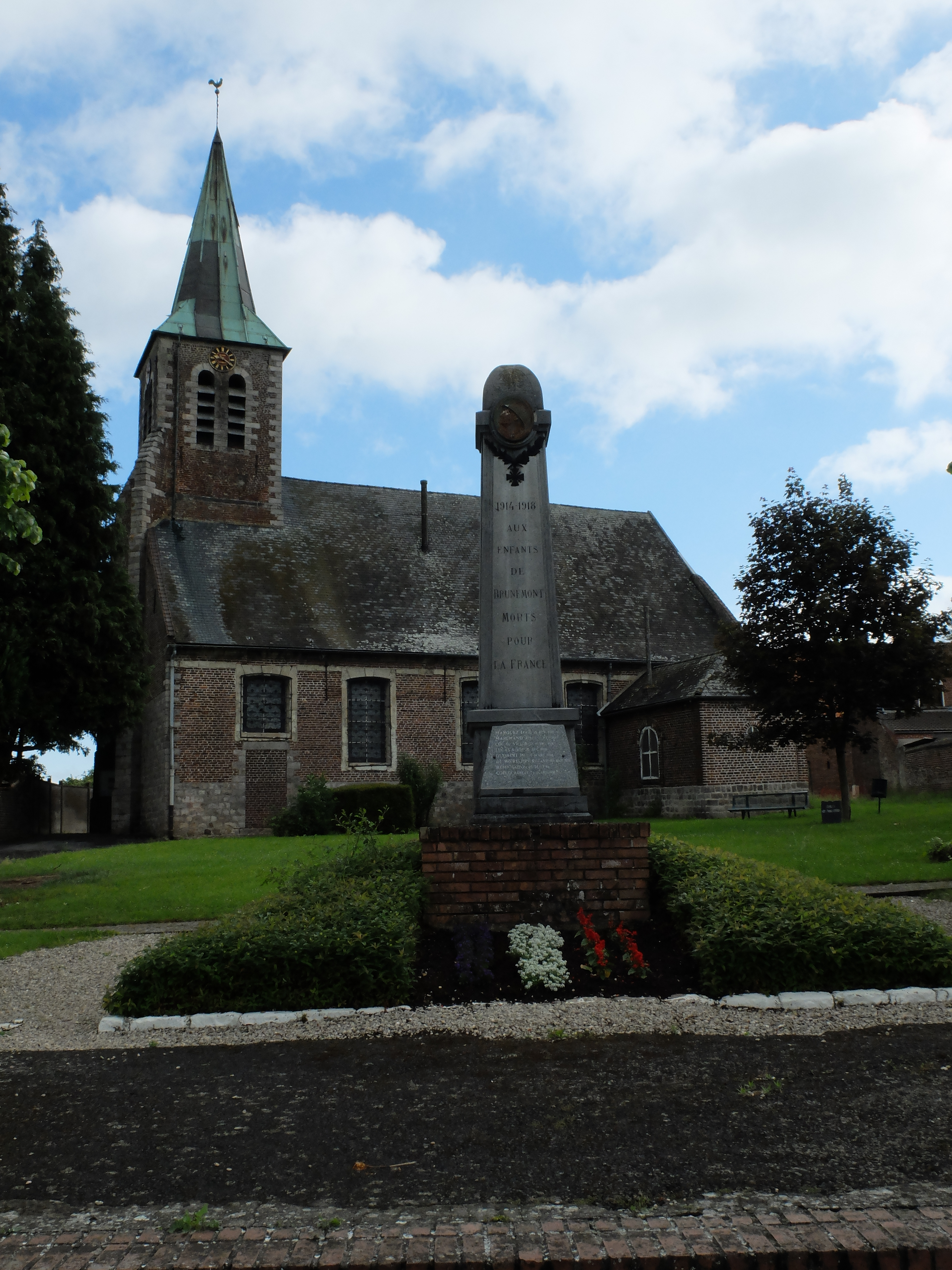
Le monument aux morts devant l'église.
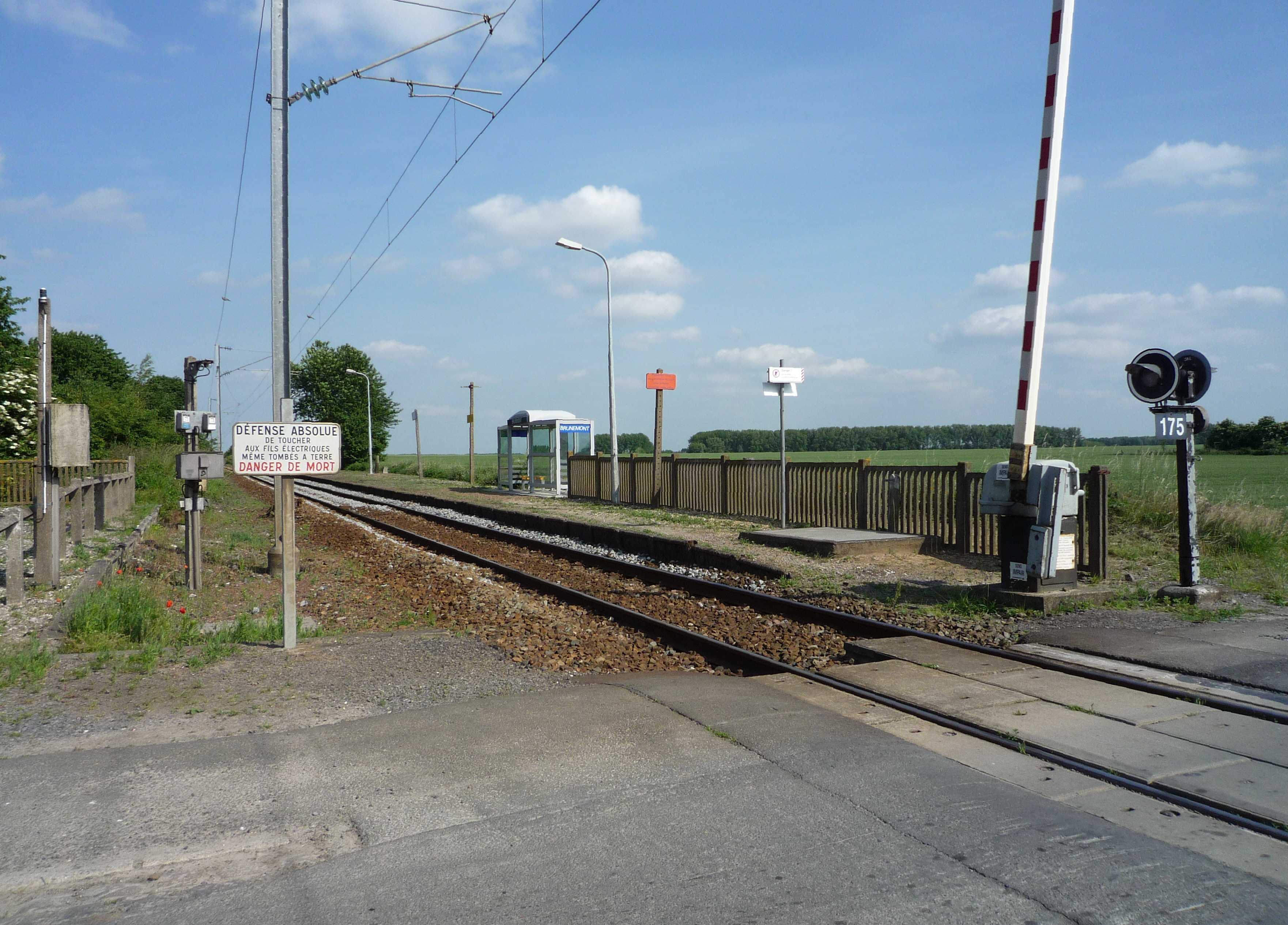
La gare.

## Personnalités liées à la commune
- Ernst Jünger, officier allemand qui a séjourné au château de Brunémont.

### Folklore
Brunémont a pour géant Jacquot le Perroquet.

## Pour approfondir